# エレクトロン貨

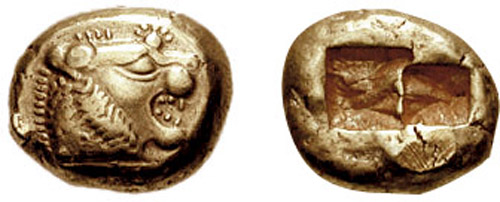
紀元前6世紀頃に発行されたエレクトロン貨

エレクトロン貨（エレクトロンか、Electrum）は、紀元前670年頃にアナトリア半島のリュディアで発明された、世界最古の鋳造貨幣（硬貨）である。打印貨幣、打刻貨幣、計数打刻貨幣に分類される。

## 概要
エレクトロン（elektron ）とはギリシャ語で琥珀を意味し、金銀合金はその淡黄色が琥珀を連想させるものであることから、琥珀金すなわちエレクトラム（electrum ）と呼ばれた。
エレクトロン貨はギュゲスの時代～紀元前7世紀の終わり頃に発明された。紀元前600年頃には、アリュアッテス2世により、品質が保証された貨幣が発行された。
リュディアのエレクトロン貨はバクトーロス（長母音を省略すると「パクトロス」）川の河床から得られた砂金、即ち自然金（自然金は数%から数十%の銀を含む自然合金。金および銀は化学的性質および原子半径が類似し、互いに親和力が強く、完全固溶体を形成し自然界では共存することが多い）の塊の片面に、動物（アリュアッテス2世の象徴であるライオンの紋章など）や重量（単位はスタテル）などの極印（品質の保証、偽造の防止などのために打つ印）を刻印したものである。
最初は砂金をそのまま秤量貨幣として使用していたが、やがて計量の手間を省くため、溶かして（鋳造）塊として、重量を均一にした硬貨（コイン）にしたという。発想としては地金に似ている。よって重量＝貨幣の価値であった。重量の異なる複数の種類の硬貨が発行された。当時の硬貨（コイン）は、まだ薄い円盤状ではなく、江戸時代の日本の豆板銀のように、厚く平たい塊であった。
エレクトロン貨は、自然金をそのまま鋳造していたわけではなく、銀の割合を増やす（割金する)ことで、流通量を増やしていた。また、純度の高い金に比べて耐久性が増し、硬貨としての実用性が高まった。
アナトリア半島で採れる自然金の純度（金の割合）は約70～90％であり、これまで見つかっているエレクトロン貨の純度は（最初期の約55.5%を除いて）約40～46%である。
リュディアで硬貨（コイン）が発明されたのは偶然ではなく、首都サルディスは、ミダースの故事でも有名な、砂金を豊富に産出するパクトーロス河畔に位置し、エーゲ海～メソポタミア～ペルシアの間の東西交易路の要衝にあり、取引の円滑化の為に、硬貨（コイン）を生み出す必然があったといえる。 
紀元前6世紀の中頃、アリュアッテス2世の息子、クロイソスは通貨改革を行い、それまでのエレクトロン貨を廃し、金貨と銀貨から成る通貨制度を世界で初めて導入したとされる。ヘロドトスはリュディア人のことを、「我々の知る限りでは、金銀の貨幣を鋳造して使用した最初の人々であり、また最初の小売り商人でもあった。」と記述している。
エレクトロン貨が廃された理由としては、金と銀の割合、特に金の含有量、を正確に測定することが技術的に困難であったから、と考えられる。
この硬貨（コイン）というアイディアはギリシア・ローマに広まり、ペルシアやインドなど、西アジア世界にも広まった。
アテナイのドラクマ銀貨、ローマのデナリウス銀貨などが有名である。
リュディアを滅ぼしたアケメネス朝の、ダレイオス1世は、リュディアの造幣所と技術者と金銀の資源を活用して、ダレイコス金貨とシグロス銀貨を発行させた。これは世界で初めて人物像（ペルシア王の全身像）を刻んだ硬貨（コイン）であった。
インドでは、紀元前6～5世紀頃から、ガンジス河流域を中心とする十六大国と呼ばれた国々で、銀の板に複数の刻印を打った打刻印銀貨が使われ始めている。　
中国大陸では、戦国時代（紀元前5～3世紀頃）頃から、「円銭・環銭」という、中央に穴（円孔・方孔）の開いた円盤状の、青銅製の鋳造貨幣が、秦・韓・魏・趙などの、当時の中華世界の西部地域で使われるようになる。

## その他
ケンブリッジ学派の鼻祖といわれるアルフレッド・マーシャルは、金銀比価を安定させる秘策として、金銀合金の貨幣を鋳造しこれを本位貨幣として流通させるのが理想であるが、この合金は人工的には合成が困難であり、現実には例えば金貨1枚に対し銀貨10枚を組み合わせて兌換を行ない流通させるのがよいであろうと説いた。しかしこの金銀合金は実際には金および銀を電気炉で鎔解すれば容易く得られる。
また日本の江戸時代の金貨すなわち、小判、一分判、二分判、二朱判および一朱判はすべて金銀合金のエレクトロン貨幣であった。マーシャルは極東の日本でエレクトロン貨幣が流通していたことは全く念頭になかったようである。